# 森村誠一の奔放の宴
『森村誠一の奔放の宴』（もりむらせいいちのほんぽうのうたげ）は、1983年にテレビ朝日系「土曜ワイド劇場」で放送されたテレビドラマ。主演は鹿賀丈史。

## キャスト
- 朝川好郎（中学教師） - 鹿賀丈史
- 朝川昌子（朝川の妻・専業主婦） - 叶和貴子
- 吉岡ひとみ - ブレンダ・亜鼓
- 後藤冴子（安木の愛人・女子大生） - 山口ひろみ
- 佐光富士子（セレブパーティー参加者） - 弥永和子
- 佃信子 - 目黒まゆみ
- マンション住人 - 小川真喜子
- 看護婦 - 宇野壬麻
- 渡辺由記子 - 橘田良江
- 酒井歌子（昌子の親友） - 池波志乃
- 仲川徹（スワッピング雑誌編集長） - 団巖
- 渡辺雄治（医者・セレブパーティー参加者） - 小笠原弘
- 佐光信夫（政治家・セレブパーティー参加者） - 松本朝夫
- 佃精一郎（作曲家・セレブパーティー参加者） - 佐伯徹
- 飯島公昭 - 佐藤功
- 教師 - 打出親吾、山岡八高、門田俊一
- 刑事 - 秋山武史
- 往診医 - 大矢兼臣
- 処置室の医師 - 松尾文人
- 歌子の夫 - 門脇三郎
- 刑事 - 垂水吾郎
- 旭興信所所長 - 小鹿番
- 朝川和江（朝川の母・寝たきり） - 葦原邦子
- 安木清彦（セレブパーティー参加者） - 谷隼人

## スタッフ
- 原作 - 森村誠一『奔放の宴』
- 脚本 - 猪又憲吾
- 監督 - 野田幸男
- 音楽 - 鳥塚しげき
- プロデューサー - 備前島文夫、熊谷健
- 制作 - テレビ朝日、国際放映